# Hyalophora
Hyalophora este un gen de molii din familia Saturniidae. 

## Specii
- Hyalophora cecropia (Linnaeus, 1758)
- Hyalophora columbia (S.I. Smith, 1865)
- Hyalophora euryalus (Boisduval, 1855)
- Hyalophora gloveri (Strecker, 1872)